# Wapen van Sandelingen-Ambacht

Wapen van Sandelingen-Ambacht

Het wapen van Sandelingen-Ambacht werd op 24 december 1817 door de Hoge Raad van Adel aan de gemeente Sandelingen-Ambacht in gebruik bevestigd. Op 1 september 1855 werd Sandelingen-Ambacht onderdeel van de gemeente Hendrik-Ido-Ambacht. Het wapen van Sandelingen-Ambacht is daardoor komen te vervallen. In het wapen van Hendrik Ido Ambacht zijn geen elementen overgenomen uit het wapen van Sandelingen-Ambacht.

## Blazoenering
De blazoenering van het wapen luidde als volgt:
Van keel, beladen met drie hanen van zilver, staande 2 en 1.
De heraldische kleuren zijn keel (rood) en zilver (wit).

## Geschiedenis
De graaf van Holland en Zeeland, Willem III wilde in 1331 de Zwijndrechtse Waard herdijken en deed daartoe een oproep om de financiering daarvan rond te krijgen. Ieder die minimaal 1/16 aandeel van de kosten van de nieuwe waard voor zijn rekening zou nemen, zou Ambachtsheerlijke rechten van een gedeelte van de waard krijgen.
Onder de twaalf mannen die daarop reageerden waren er vijf die een dubbelportie voor hun rekening namen: Willem van Duivenvoorde voor 1/8 en het gebied die Zandtdelinghe, het latere Sandelingen ambacht toegewezen kreeg; Daniel IV van der Merwede voor 1/8 en het Daniels ambacht, later bekend als Kijfhoek, kreeg; Pieter Oudeland, een Dordts ridder naar wie later Heer Oudelands Ambacht is genoemd; de Dordtenaar Meester Thielman Oem voor 1/8, echter eerst in 1340, voor het deel Heer Heyenlande, later bekend onder de naam Heerjansdam; 1/8 aan de Linde, een reeds bestaande polder die door de herbedijking bij de Zwijndrechtse Waard getrokken werd, en waar Willem Sonderland leenhouder was. Enkele jaren later werd de Linde gesmaldeeld in twee even grote 1/16de delen, Kleine-Lindt en Groote Lindt.
Er waren eveneens vijf mannen die 1/16de voor hun rekening namen: Jan Wissezone, een Zeeuw die Scroels- of Screvelshoek kreeg; Gerard Allewijnszone, griffier op 's Graven Kanselarij die Rijsoord kreeg; een zekere Schobbeland die het gebied rond het veer op Dordt verkreeg, het perceel droeg de naam 'tFeer en zou later Zwijndrecht heten; een zekere Schildman die reeds bezit in de verdronken waard had en Scildmans Ambocht behield, wat nadat zijn kinderen het recht overnamen Schildmanskinderen ambacht zou heten; Witte, Hendrik Yvenzoon, zijn deel kreeg later de naam van zijn zoon Hendrik Yen, Wittezoon, of Hendrik-Ido-Ambacht.
Twee mannen namen tegen de wil van Willem III 1/32ste, de zogenoemde Kort Ambachten, voor hun rekening: waarschijnlijk Witteman Godeldenzoon, die zich al in 1332 terugtrok en zijn portie, Kortambacht van de Lindt genaamd, overdeed aan Jan van Leyden; het Kortambacht van Zwindrecht, later Molenambacht genaamd, waarvan de eerste heer niet bekend is en de oudst bekende bezitters uit het geslacht Wendelnesse zijn. In deze heerlijkheid lag de ridderlijke hofstede Meerdervoort, welke naam verward werd met de naam van de ambachtsheerlijkheid.
Het wapen met de hanen werd al in de zeventiende eeuw door de gelijknamige heerlijkheid gevoerd. Het vervallen heerlijkheidswapen wordt sinds eind negentiende eeuw als hartschild gevoerd in het wapen van de familie Maris.
Ter Aar
· Aarlanderveen
· Abbenbroek
· Abtsregt
· Alkemade
· Alphen
· Ameide
· Ammerstol
· Arkel
· Asperen
· Benthuizen
· Bergambacht
· Bergschenhoek
· Berkel en Rodenrijs
· Berkenwoude
· Bernisse
· Biert
· Binnenmaas
· Bleiswijk
· Bleskensgraaf
· Bleskensgraaf en Hofwegen
· Bodegraven
· Boskoop
· Brandwijk
· Brielle
· Broek, Thuil en 't Weegje
· Charlois
· Cillaarshoek
· Cromstrijen
· De Lier
· De Mijl
· Delfshaven
· Den Bommel
· Dirksland
· Driebruggen
· Dubbeldam
· Everdingen
· Geervliet
· Giessen-Nieuwkerk
· Giessenburg
· Giessendam
· Giessenlanden
· Goedereede
· Gouderak
· Goudriaan
· Goudswaard
· Graafstroom
· 's-Gravendeel
· 's-Gravenzande
· Groot-Ammers
· Groote Lindt
· Haastrecht
· Hagestein
· Hardinxveld
· Hazerswoude
· Heenvliet
· Heer Oudelands Ambacht
· Heerjansdam
· Hei- en Boeicop
· Heinenoord
· Hekelingen
· Hekendorp
· Herkingen
· Hillegersberg
· Hellevoetsluis
· Hodenpijl
· Hoek van Holland
· Hof van Delft
· Hoogblokland
· Hoornaar
· IJsselmonde
· Jacobswoude
· Kamerik
· Katendrecht
· Kedichem
· Kethel en Spaland
· Kijfhoek
· Klaaswaal
· Kleine Lindt
· Korendijk
· Koudekerk aan den Rijn
· Kralingen
· Krimpen aan de Lek
· Lange Ruige Weide
· Langerak
· Leerbroek
· Leerdam
· Leidschendam
· Leimuiden
· Lekkerkerk
· Lexmond
· Liemeer
· Loosduinen
· Liesveld
· Maasdam
· Maasland
· Meerkerk
· Melissant
· Middelharnis
· Mijnsheerenland
· Moerkapelle
· Molenaarsgraaf
· Molenwaard
· Monster
· Moordrecht
· Naaldwijk
· Nederlek
· Niemandsvriend
· Nieuw-Beijerland
· Nieuw-Helvoet
· Nieuw-Lekkerland
· Nieuwe-Tonge
· Nieuwenhoorn
· Nieuwerkerk aan den IJssel
· Nieuwland
· Nieuwpoort
· Nieuwveen
· Noordeloos
· Noordwijkerhout
· Nootdorp
· Numansdorp
· Onwaard
· Ooltgensplaat
· Oostflakkee
· Oostvoorne
· Ottoland
· Oud-Alblas
· Oud-Beijerland
· Ouddorp
· Oude-Tonge
· Oudenhoorn
· Ouderkerk
· Ouderkerk aan den IJssel
· Oudewater
· Oudshoorn
· Overschie
· Papekop
· Pernis
· Peursum
· Piershil
· Pijnacker
· Poortugaal
· Puttershoek
· Reeuwijk
· Rhoon
· Rijnsaterwoude
· Rijnsburg
· Rijnwoude
· Rijsoord
· Rockanje
· Roxenisse
· Rozenburg
· Sandelingen-Ambacht
· Sassenheim
· Schelluinen
· Schiebroek
· Schipluiden
· Schoonhoven
· Schoonrewoerd
· Schuddebeurs en Simonshaven
· Sint Anthoniepolder
· Sint Maartensregt
· Sluipwijk
· Sommelsdijk
· Spijkenisse
· Stad aan 't Haringvliet
· Stellendam
· Stolwijk
· Stompwijk
· Stormpolder
· Streefkerk
· Strevelshoek
· Strijen
· Ter Aar
· Tienhoven
· Valkenburg
· Veur
· Vianen
· Vierpolders
· Vlaardingerambacht
· Vliet
· Vlist
· Voorburg
· Voorhout
· Vrijenban
· Waarder
· Warmond
· Wateringen
· Westmaas
· Westvoorne
· Wieldrecht
· Wijngaarden
· Woerden
· Woubrugge
· 't Woudt
· Zederik
· Zegwaart
· Zevenhoven
· Zevenhuizen
· Zevenhuizen-Moerkapelle
· Zouteveen
· Zuid-Beijerland
· Zuidbroek
· Zuidland
· Zwammerdam
· Zwartewaal

Heerlijkheidswapens:
ter Aa
· Albrandswaard
· Biesland
· Cromstrijen
· Duivenvoorde
· 's-Gravenambacht
· Hoog- en Wout-Harnas
· Langerak bezuiden de Lek
· Lek en Stormpolder
· Nederslingeland
· West-Nieuwland
· Oosterwijk
· Spieringshoek
· Vliet
· Voshol
· Vrijenban
· Vrijenhoeve
· Wieldrecht